# 아이티엠 엔터테인먼트
아이티엠 엔터테인먼트는 대한민국의 연예 기획사이며 2008년에 세운 소속사이다.

## 현재 소속 연예인
- 소울 스테이지 (도이, 로맨, 설레인)

## 과거 소속 연예인
- 나비
- 노을 (전우성, 이상곤, 나성호, 강균성)